# 富田童子
富田 童子（とみた どうじ）は、日本の漫画家。「うつくしいものたち」がアフタヌーン四季賞2017年冬のコンテストで四季大賞を受賞し、『月刊アフタヌーン』（講談社）2018年3月号に掲載されデビュー。同作を藤島康介が絶賛した。

## 来歴
ゲンロンスクール「ひらめきマンガ教室」の2期生。教室の卒業生としてイベントに参加した後の打ち上げでバーロー症候群による心停止を起こし、居合わせた東浩紀やブルボン小林（長嶋有）らに救命措置を受けた経歴がある。心停止は48分間にもわたったが、奇跡的に回復した。回復後に発表した『BOYS OF THE DEAD』はゾンビ物とBLという斬新な組み合わせで「ゾンBL」として話題を集めた。

## 作品リスト

### 漫画
- うつくしいものたち（『月刊アフタヌーン』2018年3月号） - アフタヌーン四季賞 2017年冬のコンテスト四季大賞受賞作品[6]。
- 怪物殺し（『月刊アフタヌーン』2018年11月号）
- BOYS OF THE DEAD（『Canna』Vol.64 - 74連載[注釈 1]） - Vol.64掲載時タイトルは「BOYS of the dead」。
- 戸村助教授のアソビ（原作：都伊カオル、『週刊漫画ゴラク』2021年2月19日号[7] - ） - シリーズ連載[7]

### イラスト
- 稀有なるオメガと石の上の花 (著：みやしろちうこ、星海社FICTIONS)  - 装画

### 書籍
- 『BOYS OF THE DEAD』プランタン出版〈Canna Comics〉、2020年12月28日発売[8]、ISBN 978-4-8296-8645-4
- 『戸村助教授のアソビ』原作：都伊カオル、日本文芸社〈ニチブンコミックス〉、2022年 - 、既刊1巻（2022年4月27日現在）
  1. 2022年4月27日発売[9][10]、ISBN 978-4-537-14493-2